# Adam Henrich
Adam Henrich (Thornhill, 19 gennaio 1984) è un ex hockeista su ghiaccio canadese, militava come attaccante. È fratello minore di Michael, anch'egli giocatore di hockey su ghiaccio.

## Carriera

### Club
Adam Henrich iniziò la propria carriera giovanile dal 2001 al 2004 presso i Brampton Battalion, nella Ontario Hockey League, dove in 274 partite disputate mise a segno 205 punti. Henrich fu selezionato in sessantesima posizione assoluta in occasione del Draft NHL del 2002 da parte dei Tampa Bay Lightning, dei quali rappresentò la prima scelta.
Dopo la militanza in OHL nel 2004 Henrich fu ingaggiato dalla formazione di American Hockey League degli Springfield Falcons; in tre stagioni con la squadra dell'Illinois Henrich raccolse 38 punti in 102 incontri disputati. Nello stesso periodo giocò anche per il farm-team dei Falcons in ECHL, i Johnstown Chiefs. Nella stagione 2007-2008 cambiò squadra, optando per i Norfolk Admirals. In AHL contribuì con 31 punti in 43 partite, mentre nel farm-team in ECHL dei Wheeling Nailers marcò 20 punti in sole 12 partite. Nel 2008-2009 giocò stabilmente, sempre in AHL, con la maglia dei Wilkes-Barre/Scranton Penguins.
La stagione 2009-2010 lo vide costretto a numerosi trasferimenti, inclusa la partenza per l'Europa. Iniziò la stagione ritornando per 5 partite con la maglia degli Springfield Falcons; successivamente transitò per 8 incontri con gli Ontario Reign e per 2 gare con i Cincinnati Cyclones, formazioni di ECHL. All'inizio del 2010 si trasferì in Germania nella Deutsche Eishockey Liga, con la maglia degli Hamburg Freezers. In quella stagione fu protagonista di un episodio che gli costò ben 12 giornate di squalifica .
In vista della stagione 2010-2011 Henrich fu scelto dalla squadra italiana  dell'HC Asiago, raggiungendo così il fratello maggiore Michael. Alla prima stagione in Italia Henrich mise a segno 80 punti, frutto di 34 reti e 46 assist, contribuendo così pesantemente al successo dell'Asiago in campionato (Adam divenne top-scorer della squadra). Ciò rappresentò il primo titolo nel palmarès di Adam. Tuttavia, dopo la stagione vittoriosa l'Asiago decise di non rinnovargli il contratto a causa delle troppe penalità prese durante la stagione. Nell'estate del 2011 fu quindi ufficializzato il suo trasferimento all'Alleghe Hockey.
Nel novembre del 2012 ritornò in Germania, nella seconda serie, con la maglia del SC Riessersee. Il 24 gennaio 2013 si trasferì in Inghilterra ai Coventry Blaze, squadra della EIHL.

### Nazionale
Henrich fu scelto dalla Nazionale canadese per prendere parte al Campionato mondiale di hockey su ghiaccio Under-18 del 2002, dove in 8 partite fornì 3 assist.

## Palmarès

### Club
- Campionato italiano: 1

Asiago: 2010-2011

### Individuale
- CHL Top Prospects Game: 1

2001-2002